# Clippers de Columbus
Les Clippers de Columbus (en anglais : Columbus Clippers) sont une équipe de ligue mineure de baseball basée à Columbus (Ohio). Affiliés à la formation de MLB des Guardians de Cleveland, les Clippers jouent au niveau Triple-A en Ligue internationale. Fondée en 1977, l'équipe évolue au Huntington Park (10 000 places) depuis 2009 après avoir passé 21 saisons au Cooper Stadium (11 000 places).

## Histoire

### Affilié aux Pirates de Pittsburgh (1977-1978)
La création de la franchise des Clippers de Columbus en 1977 met fin à six années sans baseball professionnel à Columbus. Harold Cooper, commissaire du comté de Franklin, est à l'origine des Clippers en s'appuyant sur le Franklin County Stadium, fraichement rénové.
D'abord affiliés aux Pirates de Pittsburgh (1977-1978), les Clippers voient évoluer dans leurs rangs quelques joueurs qui remportent les World Series en 1979 avec les Pirates, mais Columbus est alors déjà lié aux Yankees de New York. 

### Affilié aux Yankees de New York (1979-2006)
Columbus est déjà lié aux Yankees de New York de 1979 à 2006 et enregistre alors ses meilleurs résultats en remportant sept titres de la Ligue internationale entre 1979 et 1996. Après une ultime participation à la finale en 1997, les Clippers ne retrouvent plus jamais ce niveau. 

### Affilié aux Nationals de Washington (2007-2008)
Les Clippers sont affiliés aux Nationals de Washington en 2007 et 2008. Le 1er septembre 2008, les Clippers font leurs adieux au Cooper Stadium face aux Mud Hens de Toledo devant 16 770 spectateurs, soit la troisième plus forte affluence enregistré dans ce stade officiellement prévu pour accueillir 11 000 spectateurs.

### Affilié aux Indians/Guardians de Cleveland (depuis 2009)

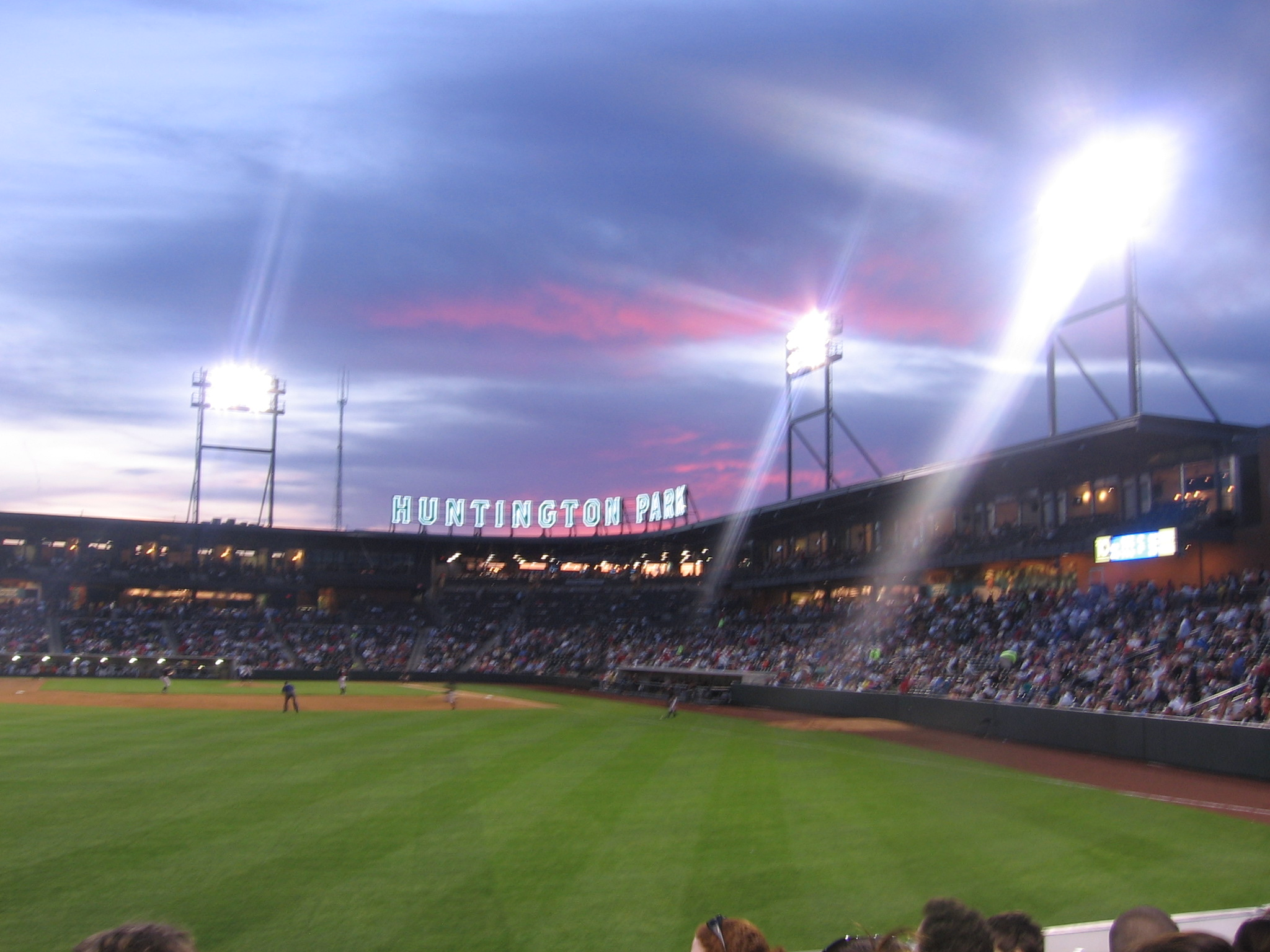
Huntington Park

Columbus rejoint l'organisation des Indians de Cleveland en 2009. Les Indians ont été renommés les Guardians après la saison 2021. Cette modification d'affiliation coïncide avec l'inauguration de la nouvelle enceinte des Clippers : Huntington Park. L'objectif de la franchise des Indians est de renforcer sa base de fans dans le centre de l'Ohio.
En 2010, les Clippers remportent la Ligue internationale en s'imposant en finale contre les Bulls de Durham. En finale nationale du Triple-A, Columbus s'impose face aux Rainiers de Tacoma.

## Palmarès
- Champion de la Ligue internationale : 1979, 1980, 1981, 1987, 1991, 1992, 1996, 2010, 2015, 2019.
- Vice-champion de la Ligue internationale : 1985, 1990, 1997.

## Saison par saison
| Année | Vic. | Déf. | Place | Play-offs               |
| ----- | ---- | ---- | ----- | ----------------------- |
| 1977  | 65   | 75   | 7e    |                         |
| 1978  | 61   | 78   | 7e    |                         |
| 1979  | 85   | 54   | 1er   | Champions               |
| 1980  | 83   | 57   | 1er   | Champions               |
| 1981  | 88   | 51   | 1er   | Champions               |
| 1982  | 79   | 61   | 2e    | Défaite en demi-finales |
| 1983  | 83   | 57   | 1er   | Défaite en demi-finales |
| 1984  | 82   | 57   | 1er   | Défaite en demi-finales |
| 1985  | 75   | 64   | 3e    | Finalistes              |
| 1986  | 62   | 77   | 6e    |                         |
| 1987  | 77   | 63   | 2e    | Champions               |
| 1988  | 65   | 77   | 5e    |                         |
| 1989  | 77   | 69   | 3e    |                         |
| 1990  | 87   | 59   | 2e    | Finalistes              |
| 1991  | 85   | 59   | 1er   | Champions               |
| 1992  | 95   | 49   | 1er   | Champions               |
| 1993  | 78   | 62   | 3e    |                         |

| Année | Vic. | Déf. | Place | Play-offs               |
| ----- | ---- | ---- | ----- | ----------------------- |
| 1994  | 74   | 68   | 4e    |                         |
| 1995  | 71   | 68   | 4e    |                         |
| 1996  | 85   | 57   | 1er   | Champions               |
| 1997  | 79   | 63   | 3e    | Finalistes              |
| 1998  | 67   | 77   | 12e   |                         |
| 1999  | 83   | 58   | 1er   | Défaite en demi-finales |
| 2000  | 75   | 69   | 8e    |                         |
| 2001  | 67   | 76   | 9e    |                         |
| 2002  | 59   | 83   | 12e   |                         |
| 2003  | 76   | 68   | 4e    |                         |
| 2004  | 80   | 64   | 3e    | Défaite en demi-finales |
| 2005  | 77   | 67   | 5e    |                         |
| 2006  | 69   | 73   | 9e    |                         |
| 2007  | 64   | 80   | 11e   |                         |
| 2008  | 69   | 73   | 7e    |                         |
| 2009  | 57   | 85   | 13e   |                         |
| 2010  | 79   | 65   | 1er   | Champions               |

| Année | Vic. | Déf. | Place | Play-offs               |
| ----- | ---- | ---- | ----- | ----------------------- |
| 2011  | 88   | 56   | 1er   | Champions               |
| 2012  | 75   | 69   | 6e    |                         |
| 2013  | 71   | 73   | 8e    |                         |
| 2014  | 79   | 65   | 3e    | Défaite en demi-finales |
| 2015  | 83   | 61   | 2e    | Champions               |
| 2016  | 82   | 62   | 3e    | Défaite en demi-finales |
| 2017  | 71   | 71   | 7e    | Champions               |
| 2018  | 73   | 67   | 6e    |                         |
| 2019  | 81   | 59   | 1er   | Champions               |